# گورستان و زیارتگاه شهسوار
گورستان و زیارتگاه شهسوار مربوط به دوره معاصر است و در شهرستان ایذه، شهر باستانی ایذه واقع شده و این اثر در تاریخ ۲۷ بهمن ۱۳۷۸ با شمارهٔ ثبت ۲۵۹۶ به‌عنوان یکی از آثار ملی ایران به ثبت رسیده است.
در این گورستان باستانی نقش نگاره ای سنگی مانند اشگفت سلمان و کولفرح دارد که قدمت آن را از هزاران سال پیش نشان می‌دهد.
در این گورستان آرامگاه و شیر سنگی ملامحمد خان دینارونی معروف به محمدخان قمه طلا واقع است وی که رئیس ایل دیناروند بود به دلیل لیاقت و شجاعت در ایل دیناران از احترام زیادی برخوردار بود سردار ظفر بختیاری در کتاب تاریخ بختیاری او را جز افرادی می‌داند که لیاقت ریاست بر بختیاری را داشتند.
این گورستان یکی از غنی‌ترین منابع وجود شیرهای سنگی بختیاری است.